# Aeolus Haoji
Aeolus Haoji (风神 皓极, также называемый Dongfeng Huge на экспортных рынках) — компактный кроссовер, который выпускается компанией DongFeng с 2022 года на платформе DSMA.

## Описание
Предсерийный экземпляр Aeolus Haoji был представлен 18 июня 2022 года, а продажи начались в августе 2022 года. В иерархии Aeolus Haoji расположен выше AX7, при этом габариты немного приближены к традиционным среднеразмерным кроссоверам.

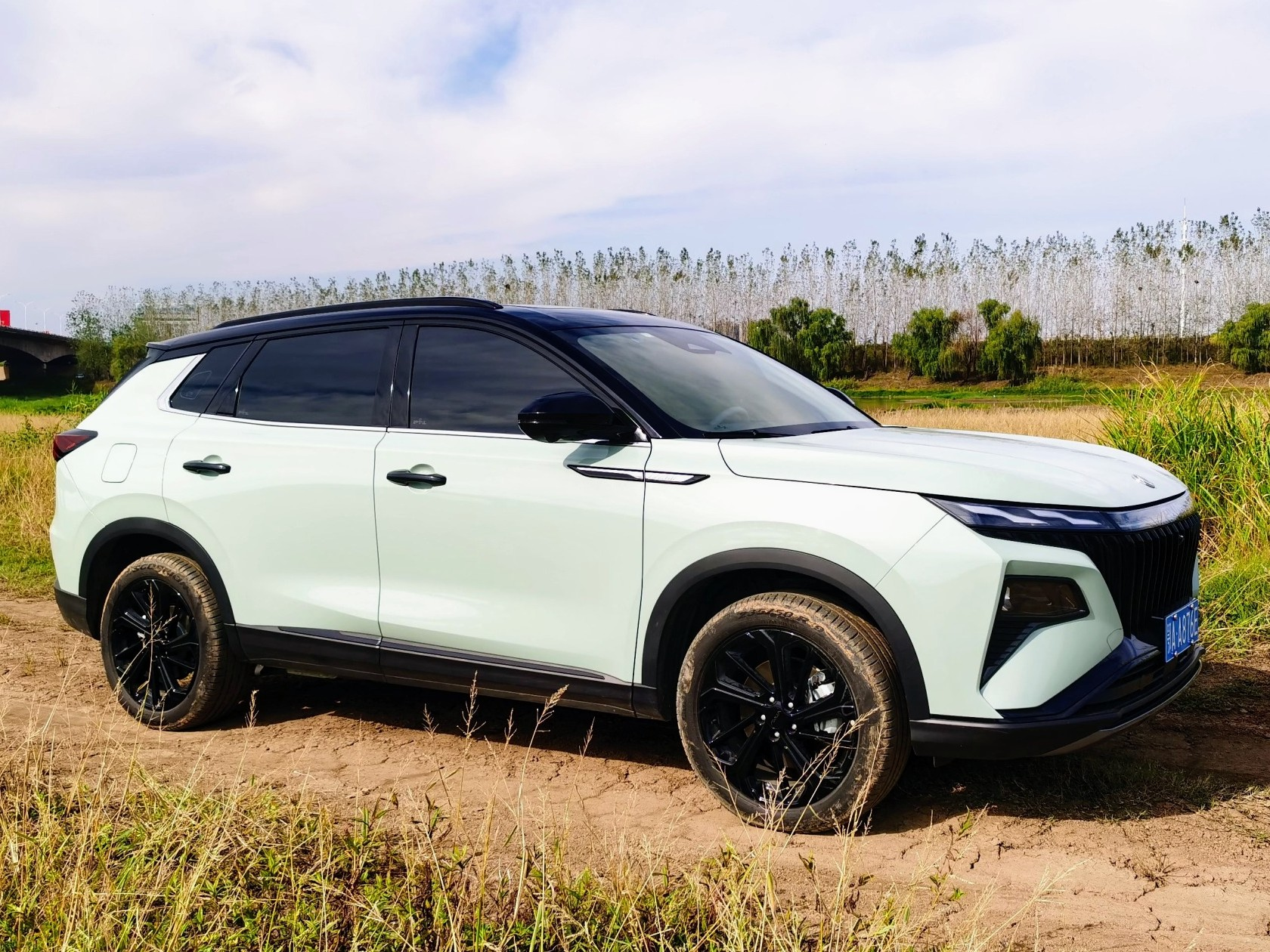
Aeolus Haoji
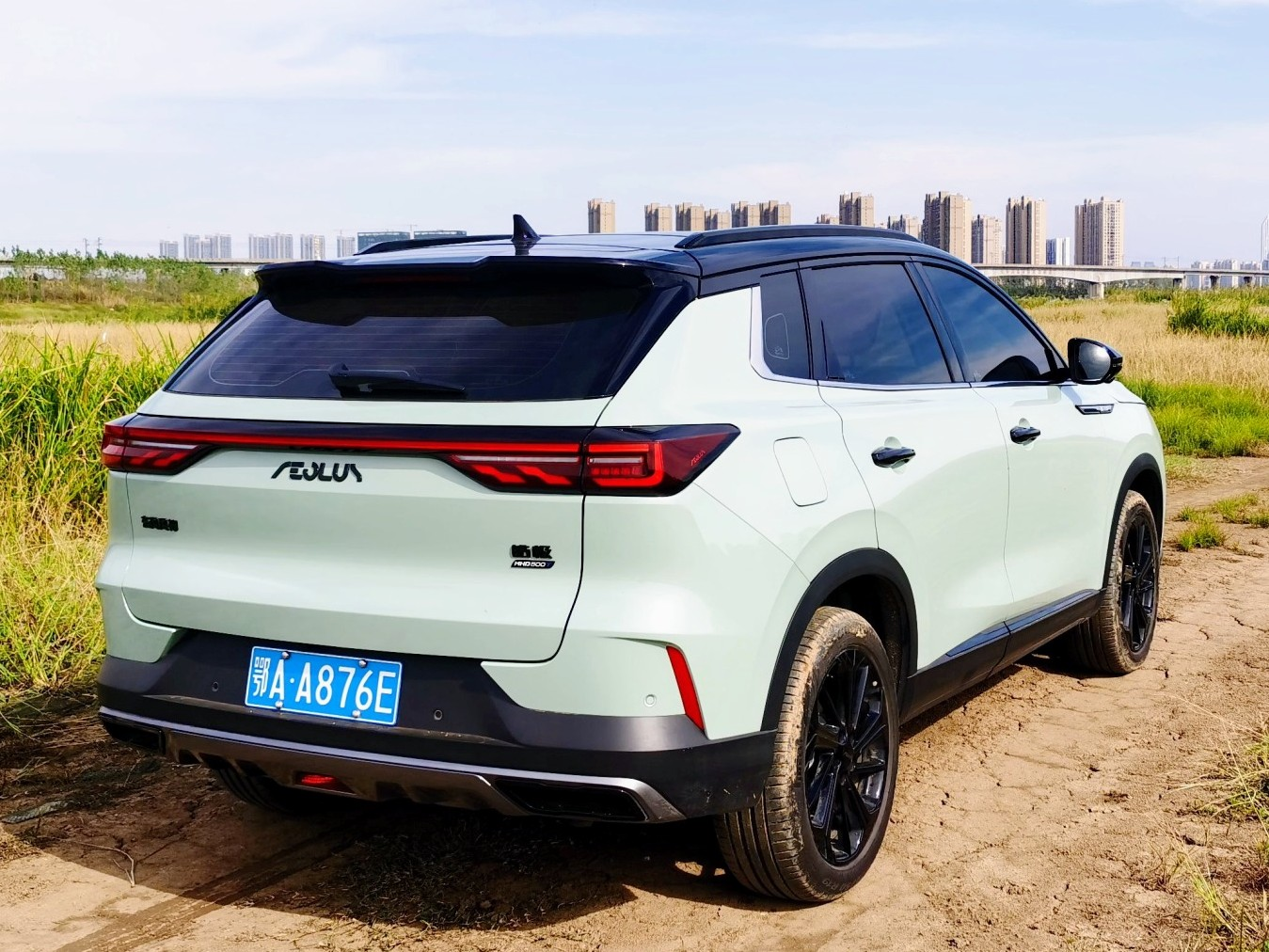
Вид сзади

### Технические характеристики
Aeolus Haoji оснащается как двигателями внутреннего сгорания, так и гибридной силовой установкой. 1,5-литровый турбодвигатель мощностью 204 л. с. и крутящим моментом 350 Н⋅м сочетается в паре с семиступенчатой трансмиссией с двумя сцеплениями. Гибридная версия Dongfeng Mach MHD оснащается тем же 1,5-литровым турбодвигателем и электродвигателем (HD120) мощностью 245 л. с. и крутящим моментом 540 Н⋅м в паре с e-CVT.
| Тип                  | ДВС/Электродвигатель                                                   | Мощность | Крутящий момент              | Расход топлива |
| -------------------- | ---------------------------------------------------------------------- | --- | ---------------------------- | -------------- |
| Бензиновый двигатель | 1,5 л (1476 см3) DFMC15TP1 I4 (турбонаддув)                            | 150 кВт (204 л. с.) при 6000 об/мин                                                                            | 305 Н⋅м при 2000—4000 об/мин | 6,99 л/100 км  |
| MHD (гибрид)         | 1,5 л (1476 см3) DFMC15TE1 I4 (турбонаддув) + HD120 (электродвигатель) | ДВС: 130 кВт (177 л. с.) при 1500—4500 об/мин Электродвигатель: 130 кВт (174 л. с.) Всего: 180 кВт (245 л. с.) | 540 Н⋅м                      | 5,8 л/100 км   |

## Интерьер
Приборная панель Aeolus Haoji оснащена 12,3-дюймовым двойным сенсорным экраном с информационно-развлекательной системой и системой помощи водителю 2 уровня безопасности. Управление экраном возможно с помощью касания или поворотного диска на левой стороне центрального тоннеля. Версия с ДВС оснащена аудиосистемой Jamo.

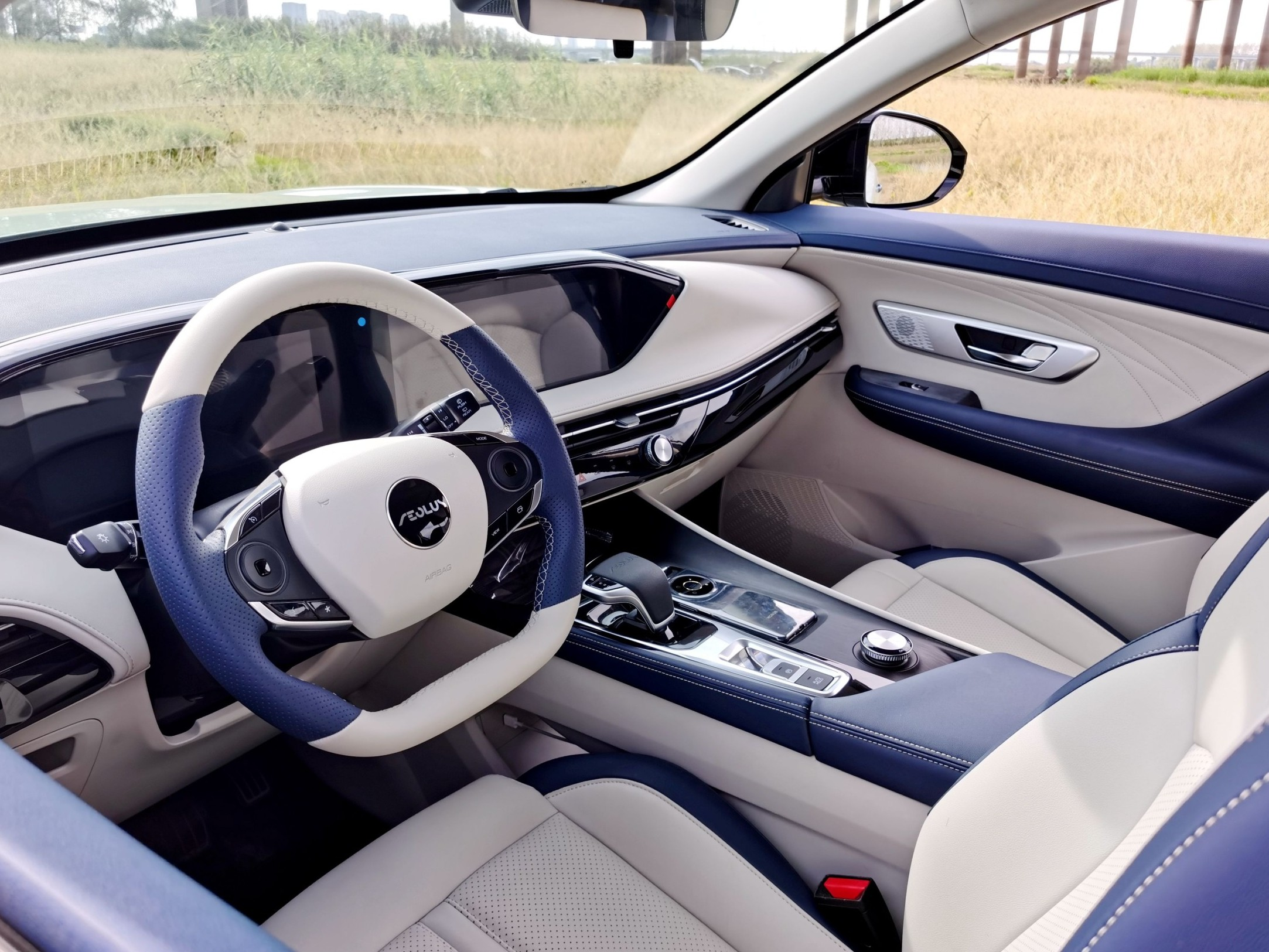
Интерьер

### Haoji Mach Edition
Dongfeng Aeolus Haohan был представлен на автосалоне в Шанхае по стартовой цене около 100000 юаней (14700 долларов США). С 2023 года автомобиль продаётся в Беларуси под названием Dongfeng Aeolus Huge.